# Darko Lukanović
Darko Lukanović (Tuzla, 1 juni 1984) is een Bosnisch-Kroatisch voetballer met een Zweeds paspoort, die momenteel speelt voor de Griekse voetbalclub GS Kallithea.
Lukanović is een aanvaller die vroeger speelde bij onder meer Malmö FF, Falkenbergs FF, Assyriska Föreningen en Antwerp FC.
| Club       | Seizoen    | Totaal aantal wedstrijden | Competitie- wedstrijden | Doelpunten |   |   |
| ---------- | ---------- | ------------------------- | ----------------------- | ---------- | - | - |
| Antwerp FC | 2005-06    | 27                        | 25                      | 6          | 2 | 0 |
| Antwerp FC | 2006-07    | 24                        | 16                      | 4          | 1 | 0 |
| Antwerp FC | 2007-08    | 2                         | 0                       | 0          | 0 | 0 |
| Antwerp FC | 2008-09    | 31                        | 22                      | 5          | 2 | 0 |
| Totaal     |            | 84                        | 65                      | 15         | 5 | 0 |
| Bijgewerkt | 02-11-2009 |                           |                         |            |   |   |

## Erelijst
Malmo FF
- Zweeds landskampioen

2004